# Žića svetih otaca
Žića svetih otaca jedno je od najznačajnijih djela hrvatske srednjovjekovne proze, pisano krajem 14. stoljeća ili početkom 15. stoljeća, iako se smatra da datira iz 1400. godine. Pisana je lijepom i čitljivom minuskulnom latinicom. Tekst je prerada poznatog srednjovjekovnog djela Verba seniorum, koje je na latinski prevedeno s grčkoga iz 6. stoljeća. Tekst Žića svetih otaca pronađen je u ženskom franjevačkom samostanu svetog Antuna u Rabu. Od 1939. vlasništvo je Hrvatske akademije znanosti i umjetnosti (signatura VII − 8).

To je najstarija hrvatska pripovijedna proza monotematskog karaktera. U knjižici malog formata (11×14 cm) nalazi se, na 134 lista (=268 stranica), prema brojanju Dragice Malić, 188 članaka o životu ranokršćanskih redovnika i pustinjaka, i njihovu djelovanju prema strogim tjelesnim i duhovnim načelima koja su, kao uzor, preuzeli franjevci trećoredci. Članci su kadšto sastavljeni od priče (anegdote) iz života svete osobe i moralne poruke, a kadšto cijeli članak ispunjava moralna poruka. Pisana je hrvatskim jezikom na čakavskom narječju sa znatnim staroslavenskim utjecajem. S obzirom na to da jezik upućuje na sjevernodalmatinsko (srednjočakavsko) područje, izrečene su nesigurne prepostavke da je tekst mogao biti pisan u Rabu ili da ga je Rabljanin pisao u zadarskom skriptoriju svetog Krševana. Najnovije izdanje djela s uvodnom studijom, transkripcijom i preslikom izvornog rukopisa, rječnikom i bibliografijom priredila je Dragica Malić, a objavila Matica Hrvatska 1997. godine. Izdanje je dobilo "Nagradu HAZU-a za filologiju", a dobilo je i pohvalu Antonije Zaradije Kiš iz kulturnog časopisa Vijenac: 

Filolozi su vodili brojne znanstvene rasprave oko suglasničkih pojava u Žićima svetih otaca: palatalizacije, promjena u suglasničkim skupovima i suglasničkih promjena u posuđenicama. Ipak, utvrđeno je da: 